# جامعة محمد السادس لعلوم الصحة
جامعة محمد السادس للعلوم الصحية أو UM6SS هي جامعة خاصة مغربية لا تهدف للربح  مع مركز للتدريب والبحوث الصحية، يجمع UM6SS بين ست كليات وجامعات كبيرة تشكل مختلف المهن في الصحة.
تقع الجامعة في قلب نظام بيئي يمثل نموذجًا مبتكرًا لحضن وتضاعف الأنشطة الإبداعية في المجال الصحي. يجمع UM6SS بين مجالات التدريب والبحث والرعاية.
في قلب العاصمة الاقتصادية والمالية، UM6SS هو مركز متعدد التخصصات للتعليم العالي، مع مجموعة متنوعة من الطلاب المغاربة والأجانب والتدريب على أساس البحث وتطوير شراكات واسعة النطاق.

## مهمات[6]
- التدريب الأولي والمستمر
- تطوير البحوث والخبرات العلمية.
- الخبرة وتحسين الممارسات الصحية في المغرب والمنطقة

## التدريب
تتمثل مهمة الجامعة أيضًا في توفير تدريب عالي الجودة ٬كما تهدف الجامعة إلى المساهمة في تطوير البحوث الطبية والطبية الحيوية من خلال هياكلها المختلفة للبحث والابتكار وشبكتها من المؤسسات الأكاديمية.

### كلية الطب (FM)[7]
- دبلوم دكتور في الطب
- ماجستير في علم الأحياء الصحي

### كلية طب الأسنان (FMD)
- دبلوم طبيب في طب الأسنان
- الرخصة المهنية في جراحة الأسنان

### كلية الصيدلة (FP)
- دبلوم دكتور في الصيدلة

### كلية العلوم الصحية والتقنيات (FSTS)
التراخيص المهنية
- تقنيات الأشعة
- تقنيات مخبرية
- ممرض متعدد المهام
- قابلة
- تقويم البصر
- علاج التخاطب
- نفسي
- العلاج الطبيعي
- علم التغذية، التغذية

الماجستير المتخصصة
oncohaematology
- في الفترة المحيطة بالولادة

- جودة سلامة البيئة (QHSE)

### مدرسة الهندسة الطبية الحيوية (ESGB)
- فصول تحضيرية متكاملة
- دورة مهندس الدولة في الطب الحيوي
- درجة مهنية في الصيانة الطبية والجودة

### المدرسة الدولية للصحة العامة (EISP)
- ماجستير في الصحة العامة
- ماجستير في إدارة المنشآت الصحية

## التعليم المستمر
من أجل التطوير المهني المستمر، تقدم الكليات والجامعات في الجامعة مهنيين في مجال الصحة وباحثين يتدربون في مجالات الصحة العامة، وعلم الأحياء السرطانية، وعلم الوراثة، وعلم التخلق، والحصانة من عدوى الالتهاب.

### الدرجات الجامعية
- دواء
- العلوم والتقنيات الصحية
- عملية جراحية
- الاستكشافات الوظيفية والإشعاعية
- إدارة
- الهندسة الطبية الحيوية والتقنيات

## الشراكات[8]

### الشراكات الوطنية
- وزارة الصحة
- وزارة التربية والتعليم
- مراكز المستشفيات الجامعية
- الجامعات العامة المغربية
- العديد من المؤسسات العامة والخاصة
- الصناعات الدوائية

### الشراكات الدولية
- كلية الطب بجامعة هارفارد
- كلية ايسك للأعمال
- جامعة إلينوي في شيكاغو (UIC)
- المركز الإقليمي لمستشفى الجامعة في مونبلييه
- تشو غرونوبل جبال الألب
- تشو فرانش كومتيه
- جامعة باريس ديدوت
- مستشفى أريستيد لو دانتيك داكار

- مركز دلال جام الوطني للمستشفى داكار
- معهد باستور لأبيدجان

## انظر ايضًا
- قائمة الجامعات في المغرب
- التعليم العالي في المغرب

## روابط خارجية
- الموقع الرسمي UM6SS